# 綏芬河駅
綏芬河駅（すいふんが えき、簡体字中国語:绥芬河站）は、中華人民共和国黒竜江省綏芬河市にある駅。ハルビン鉄道局牡丹江鉄道分局に属する二等駅である。東清鉄道時代はポグラニーチナヤ駅と称した。

## 利用可能な鉄道路線
- 中国国鉄
  - 浜綏線

## 概要
当駅には国際列車用待合室があり、中華人民共和国、ロシア連邦の公民は出入国手続きが可能となっている。当駅から中ロ国境を越えてロシアのグロデコヴォ駅間の列車（401,402)の運行が行われているが1日1～2往復程度と本数は少ない。かつてはハバロフスク等とハルビン間の中露国際列車（K7023/7024次列車）が運行されていたが2018年現在では運休中である。
2020年には、世界的な新型コロナウイルス感染症の拡大を受け、グロデコヴォ駅間の列車国際列車の運行が止められたが、2024年12月15日に運行を再開した。

## 歴史
- 1898年（光緒24年）:開業
- 2015年12月 :新線付け替えに合わせて新駅舎使用開始[3]。

## 隣の駅
中国国鉄
浜綏線
綏陽駅 - 綏芬河駅 - 中ロ国境 - ラスシプナヤ・パーチ駅 - グロデコヴォ駅